# Орден «Зарринточ»
Орден Короны (тадж. Зарринтоҷ — «Золотая корона») — государственная награда Республики Таджикистан.

## Статус
Орденом Зарринтадж награждаются государственные и общественные деятели и другие граждане Республики Таджикистан за выдающиеся заслуги перед государством, активную государственную и общественно-политическую деятельность, за высокие достижения в проведении в жизнь демократических преобразований и экономических реформ, развитии науки и культуры, за особые заслуги в защите Отечества, за самоотверженность и гражданскую доблесть, проявленные в деле упрочения мира, стабильности и укрепления таджикской государственности.
Орденом Зарринтадж I степени награждаются:
- главы государств, правительств и парламентов иностранных государств;
- министры и главы ведомств иностранных государств;
- главы представительств региональных и других международных организаций;
- главы органов законодательной, исполнительной и судебной власти Республики Таджикистан;
- лица, занимающие государственные должности государственной власти, правовой статус которых определяется Конституцией Республики Таджикистан, конституционными и иными законами Республики Таджикистан;
- лица, занимающие высшие и главные государственные должности государственной службы в Республике Таджикистан, которые, как правило, награждены орденом Исмоили Сомони I степени или орденом Ситораи Президенти Точикистон II степени, или орденом Зарринточ II степени;
- другие граждане Республики Таджикистан за новые заслуги, которые награждены орденом Исмоили Сомони I степени или орденом Ситораи Президенти Точикистон II степени, или орденом Зарринточ II степени.

Орденом Зарринтадж II степени награждаются:
- лица, занимающие государственные должности государственной власти, правовой статус которых определяется Конституцией Республики Таджикистан, конституционными и иными законами Республики Таджикистан;
- лица, занимающие главные и ведущие государственные должности государственной службы в Республике Таджикистан, которые, как правило, награждены орденом Исмоили Сомони II степени или орденом Ситораи Президенти Точикистон III степени, или орденом Зарринточ III степени;
- другие граждане Республики Таджикистан за новые заслуги, которые, награждены орденом Исмоили Сомони II степени или орденом Ситораи Президенти Точикистон III степени, или орденом Зарринтољ III степени.

Орденом Зарринтадж III степени награждаются:
- лица, занимающие ведущие государственные должности государственной службы в Республике Таджикистан;
- другие граждане Республики Таджикистан за новые заслуги, награждённые не менее чем двумя орденами или медалью и почетным званием[1].

## Степени
Орден Зарринтадж разделяется на три степени:
- I степень ордена Зарринточ имеет знак и звезду. Знак ордена носится на ленте через правое плечо и звезда ордена на левой стороне груди;
- II степень ордена Зарринточ имеет знак, который носится:
  - лицами мужского пола на ленте на шее;
  - лицами женского пола на банте из ленты на левой стороне груди;
- III степень ордена Зарринтадж имеет знак, который носится на ленте на левой стороне груди.

## Награждённые
- Си Цзиньпин — председатель Китайской Народной Республики (2019)[2]

- Шукурджон Зухуров — спикер Нижней палаты парламента Республики Таджикистан (2019)[3]
- Шавкат Мирзиёев — Президент Узбекистана (2021)[4][5]